# Breviarium Hipponense
Das Breviarium Hipponense ist eine Kanones-Sammlung, die Ende des vierten Jahrhunderts in Nordafrika entstand.
Es enthält ausschließlich Kurzfassungen der Beschlüsse der Synode von Hippo (393), von denen die meisten nur hier überliefert sind. Das Breviarium wurde in Vorbereitung auf die Dritte Synode von Karthago (397) kompiliert, die die Beschlüsse von 393 bestätigte. Auch andere afrikanische Synoden wiederholten die Beschlüsse. Aufgrund der Überlieferungslage ist nicht immer sicher, welche der gemeinsam überlieferten Texte tatsächlich auf die Synode von Hippo zurückgehen. Die Forschung geht davon aus, dass dies auf 37 Kanones zutrifft (siehe Muniers Edition). Sie decken ein breites Spektrum liturgischer, disziplinarischer und rechtlicher Fragen ab (unter anderem Weihen und kirchliche Ämter, das Osterdatum, Eucharistie, innerkirchliche Konfliktbeilegung, Umgang mit Donatisten, Taufe, Buße). An vorletzter Stelle enthält das Breviarium einen Kanon der biblischen Bücher.
Das Breviarium wurde um 500 in the Collectio Dionysiana aufgenommen und erlangte so eine gewisse Bekanntheit im mittelalterlichen Westen.

## Editionen
Die editio princeps wurde von Pasquier Quesnel besorgt, der sie als Teil seiner Ausgabe der Werke Leos des Großen druckte. Unter Verwendung seiner Ausgabe, aber auch zahlreicher Handschriften, besorgten die Brüder Ballerini 1757 eine neue Ausgabe, die erst von Charles Muniers kritischer Edition ersetzt wurde.
- Charles Munier (Hrsg.): Concilia Africae a. 345–525 (= Corpus Christianorum, Series latina. Band 149). Brepols, Turnhout 1974, S. 30–46.